# 6709 Hiromiyuki
Hiromiyuki (asteróide 6709) é um asteróide da cintura principal, a 1,9697346 UA. Possui uma excentricidade de 0,161361 e um período orbital de 1 314,75 dias (3,6 anos).
Hiromiyuki tem uma velocidade orbital média de 19,43463639 km/s e uma inclinação de 1,82748º.
Este asteróide foi descoberto em 2 de Fevereiro de 1989 por Masaru Arai, Hiroshi Mori.